# Мотосу (город)
Мотосу (яп. 本巣市 Мотосу-си) — город в Японии, находящийся в префектуре Гифу. Площадь города составляет 374,57 км², население — 34 551 человек (1 июля 2014), плотность населения — 92,24 чел./км².

## Географическое положение
Город расположен на острове Хонсю в префектуре Гифу региона Тюбу. С ним граничат города Гифу, Секи, Ямагата, Мидзухо, Оно и посёлки Ибигава, Оно, Китагата.

## Население
Население города составляет 34 551 человек (1 июля 2014), а плотность — 92,24 чел./км². Изменение численности населения с 1980 по 2005 годы:
| 1980 | 28 245 чел. |  |
| 1985 | 31 315 чел. |  |
| 1990 | 32 828 чел. |  |
| 1995 | 33 297 чел. |  |
| 2000 | 33 900 чел. |  |
| 2005 | 34 603 чел. |  |

## Символика
Деревом города считается хурма, цветком — цветок сакуры, птицей — Plecoglossus altivelis altivelis.